# Campeonato Mundial de Patinaje de Velocidad sobre Hielo de 2005
El XCIX Campeonato Mundial de Patinaje de Velocidad sobre Hielo se celebró en Moscú (Rusia) del 5 al 6 de febrero de 2005 bajo la organización de la Unión Internacional de Patinaje sobre Hielo (ISU) y la Federación Rusa de Patinaje sobre Hielo.
Las competiciones se realizaron en el Palacio de Hielo Krylatskoye. Participaron en total 48 patinadores de 12 países.

## Resultados

### Masculino
| Evento                        | Oro                                     | Plata                                    | Bronce                                    |
| ----------------------------- | --------------------------------------- | ---------------------------------------- | ----------------------------------------- |
| 500 m (05.02)                 | Takahiro Ushiyama Japón 36,28 s         | Shani Davis Estados Unidos 36,33 s       | Chad Hedrick Estados Unidos 36,65         |
| 1500 m (06.02)                | Shani Davis Estados Unidos 1:46,60      | Chad Hedrick Estados Unidos 1:47,50      | KC Boutiette Estados Unidos 1:48,79       |
| 5000 m (05.02)                | Øystein Grødum · Noruega · 6:22,31      | Chad Hedrick Estados Unidos 6:23,61      | Bob de Jong · Países Bajos · 6:24,12      |
| 10 000 m (06.02)              | Øystein Grødum · Noruega · 13:06,79     | Carl Verheijen · Países Bajos · 13:17,47 | Sven Kramer · Países Bajos · 13:18,03     |
| Clasificación general (06.02) | Shani Davis Estados Unidos 150,777 pts. | Chad Hedrick Estados Unidos 150,961 pts. | Sven Kramer · Países Bajos · 152,244 pts. |

### Femenino
| Evento                        | Oro                                       | Plata                                  | Bronce                                      |
| ----------------------------- | ----------------------------------------- | -------------------------------------- | ------------------------------------------- |
| 500 m (05.02)                 | Anni Friesinger · Alemania · 39,04 s      | Cindy Klassen · Canadá · 39,10 s       | Wieteke Kramer · Países Bajos · 40,05 s     |
| 1500 m (06.02)                | Anni Friesinger · Alemania · 1:57,35      | Ireen Wüst · Países Bajos · 1:58,17    | Cindy Klassen · Canadá · 1:58,23            |
| 3000 m (05.02)                | Anni Friesinger · Alemania · 4:05,64      | Claudia Pechstein · Alemania · 4:06,30 | Daniela Anschütz · Alemania · 4:07,97       |
| 5000 m (06.02)                | Anni Friesinger · Alemania · 7:04,61      | Claudia Pechstein · Alemania · 7:05,08 | Clara Hughes · Canadá · 7:05,69             |
| Clasificación general (06.02) | Anni Friesinger · Alemania · 161,557 pts. | Cindy Klassen · Canadá · 163,214 pts.  | Claudia Pechstein · Alemania · 163,418 pts. |

## Medallero
- Solo se otorgan medallas en la clasificación general.

| Núm. | País           | Oro | Plata | Bronce | Total |
| ---- | -------------- | --- | ----- | ------ | ----- |
| 1    | Estados Unidos | 1   | 1     | 0      | 2     |
| 2    | Alemania       | 1   | 0     | 1      | 2     |
| 3    | Canadá         | 0   | 1     | 0      | 1     |
| 4    | Países Bajos   | 0   | 0     | 1      | 1     |
|      | TOTAL          | 2   | 2     | 2      | 6     |